# مید، نبراسکا
مید(به انگلیسی: Mead) شهری در ایالت نبراسکا کشور ایالات متحده آمریکا است که جمعیت آن در سرشماری سال ۲۰۱۰ میلادی، ۵۶۹ نفر بوده‌است.